# Mare Fecunditatis
Das Mare Fecunditatis (lateinisch für „Meer der Fruchtbarkeit“) ist eines der großen „Mondmeere“ auf der erdzugewandten Seite des Erdmondes.
Es liegt auf den selenographischen Koordinaten 8° S, 54° O und hat einen Durchmesser von 850 km.
In seinem Nordostbereich landete die sowjetische Mondsonde Luna 16 sowie der Orbiter Chang’e-1. Nördlich davon, dicht in der Nähe des Mare, Luna 18 und Luna 20.